# Huicheng, Huilai
Huicheng (kinesiska: 惠城) är en köping i sydöstra Kina. Den ligger i Huilai härad i staden Jieyang i provinsen Guangdong, omkring 310 kilometer öster om provinshuvudstaden Guangzhou.